# Spiegel-Schülerzeitungswettbewerb
Der „SPIEGEL-Schülerzeitungspreis“ war ein deutscher Schülerzeitungswettbewerb, der bis 2015 jährlich veranstaltet wurde. Seit 1996 wurde der Wettbewerb vom deutschen Nachrichtenmagazin Der Spiegel ausgerichtet.

## Ablauf
Redaktionen konnten sich mit ihren Schülerzeitungen in vier Kategorien bewerben: Heftinhalt (um die Chancengleichheit zu erhöhen, bewertete die Jury in dieser Kategorie die Gymnasien getrennt von allen anderen Schulformen), Titelbild, Layout und Online-Auftritt. Einzelne Schülerinnen und Schüler konnten sich mit ihren Beiträgen für die Schülerzeitung in den Kategorien Reportage, Interview und Foto bewerben.
Die Ausschreibung für den Wettbewerb erfolgte traditionell im Herbst. Der Einsendeschluss für alle Beiträge wurde auf das Ende des Monats März des darauffolgenden Jahres gelegt. Die Jury entschied im Mai über die Vergabe der Preise. Die Erstplatzierten jeder Kategorie wurden im Juni zu einer Preisverleihung nach Hamburg eingeladen, die in ein mehrtägiges Programm eingebettet war.

## Preise

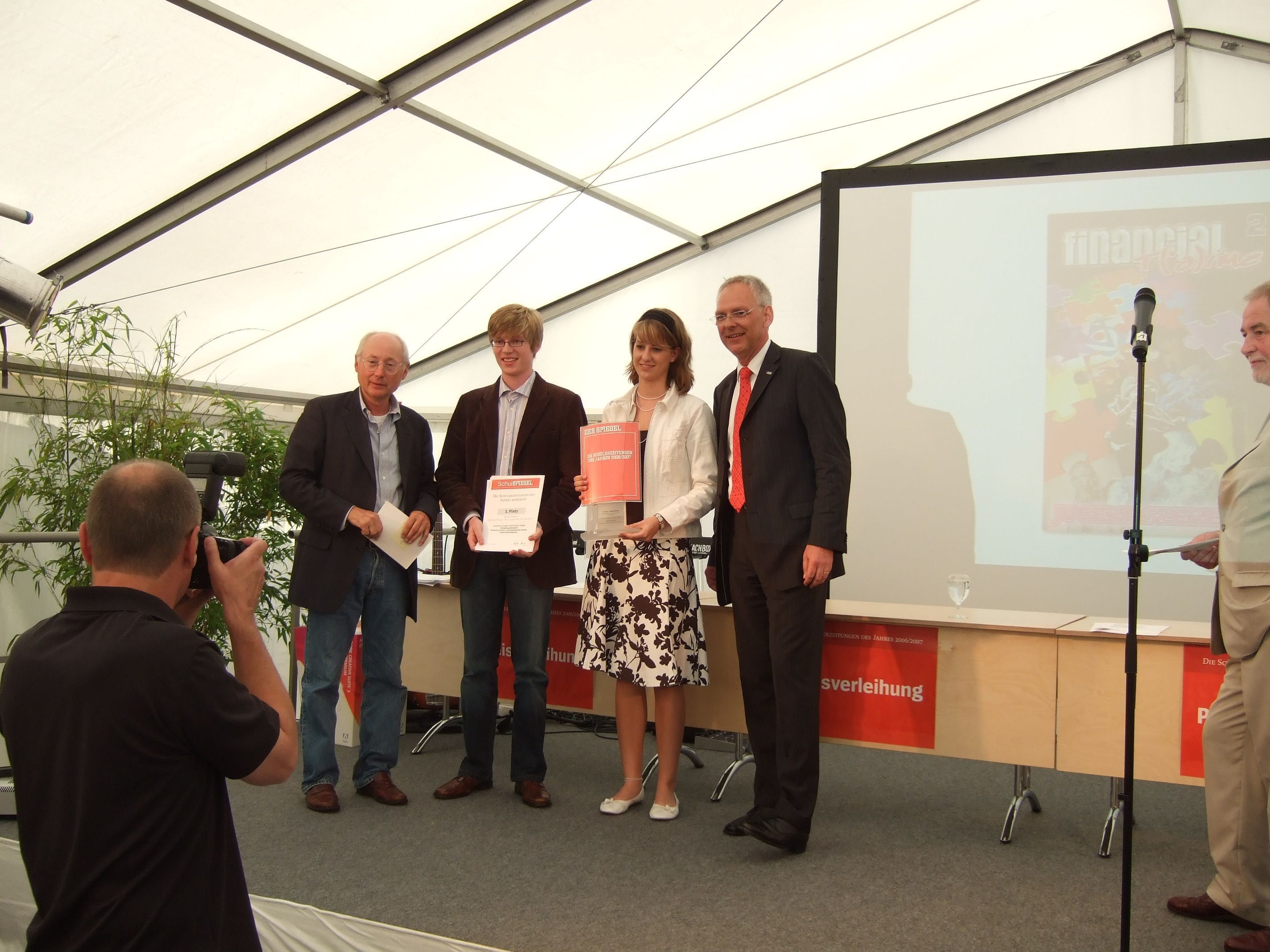
Sonderpreis „Energie“ für die Financial T(’a)ime (2007)

In der Kategorie Heftinhalt erhielt der erste Platz 1000 Euro, der zweite Platz 600 Euro, der dritte Platz 400 Euro und die Plätze vier bis zehn Sachpreise. In allen übrigen Kategorien – Titelbild, Layout, Online-Auftritt, Reportage, Interview und Foto – erhielt der erste Platz 600 Euro, der zweite Platz 400 Euro und der dritte Platz 300 Euro. Außerdem wurden jedes Jahr auch Preise für Sonderbeiträge zu aktuellen Themen aus Politik und Gesellschaft ausgeschrieben.

## Gesamtsieger seit 1996
- 2014/2015: Tempus, Carl-Benz-Gymnasium Ladenburg ( Baden-Württemberg)
- 2013/2014: Mittelpunkt, Gesamtschule Hardt Mönchengladbach ( Nordrhein-Westfalen)
- 2012/2013:  Wooling, Oberland-Gymnasium Seifhennersdorf ( Sachsen)[4]
- 2011/2012: Innfloh, Ruperti-Gymnasium Mühldorf ( Bayern)
- 2010/2011: Innfloh, Ruperti-Gymnasium Mühldorf ( Bayern)
- 2009/2010: Innfloh, Ruperti-Gymnasium Mühldorf ( Bayern)
- 2008/2009: Innfloh, Ruperti-Gymnasium Mühldorf ( Bayern)
- 2007/2008: Meuterei, Gymnasium Nordenham ( Niedersachsen)
- 2006/2007: Rückenwind, Adalbert-Stifter-Gymnasium Passau ( Bayern)
- 2005/2006: Spongo, Hölderlin-Gymnasium Nürtingen ( Baden-Württemberg)
- 2004/2005: Glocke, Johann-Philipp-von-Schönborn-Gymnasium Münnerstadt ( Bayern)
- 2003/2004: Rückenwind, Adalbert-Stifter-Gymnasium Passau ( Bayern)
- 2002/2003: Kaleidoskop, Gymnasium Leopoldinum Passau ( Bayern)
- 2001/2002: Kurzschluss, Gymnasium Marktoberdorf ( Bayern)
- 2000/2001: Wooling, Gymnasium Seifhennersdorf ( Sachsen)
- 1999/2000: krASS, Anna-Schmidt-Schule Frankfurt ( Hessen)
- 1998/1999: Nostalgie und Hoffnung, Deutsche Schule Buenos Aires ( Argentinien)
- 1997/1998: Umlauf, Goetheschule Kassel ( Hessen)
- 1996/1997: Die Zecke, Gymnasium Dörpsweg ( Hamburg)

## Folgen des Wettbewerbs
Die durch den Wettbewerb zusammengebrachten jungen Blattmacher haben immer wieder gemeinsame Projekte angestoßen. Im Jahr 2010 kamen zwei neue hinzu: der Club der jungen Journalisten, ein Netzwerk für Nachwuchs-Schreiber, sowie das Magazin Tonic, das sich an Leser zwischen 16 und 30 Jahren richtet.